# Nigeria ai Giochi della XXV Olimpiade
La Nigeria partecipò ai Giochi della XXV Olimpiade, svoltisi a Barcellona, Spagna, dal 25 luglio al 9 agosto 1992, con una delegazione di 55 atleti impegnati in otto discipline.

## Medaglie
| Medaglia | Atleta                                                                   | Sport            | Evento                      |
| -------- | ------------------------------------------------------------------------ | ---------------- | --------------------------- |
| Argento  | David Izonritei                                                          | Pugilato         | Pesi massimi                |
| Argento  | Richard Igbineghu                                                        | Pugilato         | Pesi supermassimi           |
| Argento  | Oluyemi Kayode Olapade Adeniken Davidson Ezinwa Chidi Imoh Osmond Ezinwa | Atletica leggera | Staffetta 4×100 m maschile  |
| Bronzo   | Beatrice Utondu Faith Idehen Mary Onyali Christy Opara Thompson          | Atletica leggera | Staffetta 4×100 m femminile |